# Phare avant de Marcus Hook

Le phare avant de Marcus Hook (en anglais : Marcus Hook Range Front Light) est un phare servant de feu d'alignement avant situé près de Bellefonte sur le fleuve Delaware dans le Comté de New Castle, Delaware.

## Historique
La tour métallique à claire-voie de 1918 a été remplacée, en 2019, par une tourelle plus petite.
Ce lumière fonctionne conjointement avec le feu d'alignement arrière qui se trouve à environ 100 m à l'arrière de celui-ci.

## Description
Le phare  est une tourelle métallique de 8 m de haut portant une balise automatique. Il émet, à une hauteur focale de 8 m, un rapide éclat rouge la nuit et blanc le jour.
Identifiant : ARLHS : USA-1416 ; USCG : 2-3135 ; Admiralty : J1314 : .

### Lien connexe
- Liste des phares du Delaware